# Landser
Landser var en tysk nynazistisk musikgrupp som senare bytte namn till Lunikoff (Die Lunikoff Verschwörung). Den senaste cd-skivan var Die Lunikoff Verschwörung: "Heilfroh" som kom 2008. Ordet landser var en benämning på tyska veteransoldater efter det andra världskriget.

## Medlemmar
- Michael Regener
- Andre Möhricke
- Christian Wenndorff

## Om bandet
Landser formades 1982 i öst-Berlin av nynazisten och gitarristen Michael Regener under namnet Vandalen. År 1991 anslöt sig medlemmarna Soren B,Andreas L och Horst S och de beslöt sig för att ändra bandets namn till Landser. Från början spelade de endast opolitiska sånger både på tyska och engelska med detta ändrades dock 1992 när de släppte albumet Das Reich kommt wieder. Landser gjorde nu deras första och enda offentliga konsert iklädda gasmasker. Deras senare album består av (Republic of Rascals, 1995), Rock gegen Oben (Rock against the Top 1997) och Ran an den Feind, (2000), vilket includerar en om gjord version av den tyska marschen "Bomben auf England" som nu blev "Bomben auf Israel".
De flesta av Landsers låtar är öppet rasistiska och främlingsfientliga deras låtar riktar mest hat mot minoriteter som judar och flyktingar samt alla icke vita. Deras opolitiska låtar är ofta inspirerade av tyska folkvisor och hyllar nästan alltid tyska ikoner som Fredrik den store.

## Rättsliga åtgärder
Landser är nu klassificerad som en kriminell rörelse i Tyskland och tre av dess medlemmar har dömts till samhällstjänst. Bandet har även dömts skyldiga till hets mot folkgrupp och att sprida hatpropaganda samt att ha skapat en kriminell rörelse.  

## Låtar i urval
- Opa war Sturmführer
- Drogentod
- Mitten in Europa
- Adolf Hitler unser Führer
- Polacken Tango
- Rudolf Hess

## Album
- Das Reich kommt wieder (1992)
- Republik der Strolche (1995)
- Rock gegen Oben (1997)
- Ran an den Feind (2000)
- Endlösung - Final Solution (2001)
- Rock gegen ZOG - hepp-hepp! ...und noch einmal (2002, Komplikation)
- Tanzorchester Immervoll... jetzt erst recht (2002, Komplikation)